# Сухопутні війська Кувейту
Сухопутні війська Кувейту також Кувейтська армія (араб. القوة البرية الكويتية) — наземний компонент, найбільший за чисельністю вид збройних сил Збройних сил Кувейту, призначений для ведення бойових дій на сухопутних театрах воєнних дій. Крім власне сухопутних військ у складі збройних сил Кувейту існує Національна гвардія, формально еквівалентна одній дивізії.

## Склад
Основною організаційною одиницею сухопутних військ Кувейту є бригада. До складу сухопутних військ Кувейту входить 9 бригад — 2 бронетанкові (15-та «Мубарак», 35-та «Аль-Шахід»), 3 механізовані (6-та «Аль-Тахрір», 26-та «Аль-Сур», 94-та «Салех аль-Мухаммед»), 1 окрема командос (25-та), 1 артилерійську, 1 гвардії еміра, 1 військової поліції.
Танковий парк включає 418 американських M1A2 «Абрамс» і 149 югославських M-84 (модифікація Т-72). Механізовані підрозділи мають 11 німецьких БРМ TPz-1 «Фукс», 40 французьких бронеавтомобілів VBL (в Національній гвардії) і 120 «Шерпа», понад 550 БМП (233 англійських «Дезерт Воріор» (і 21 допоміжна машина на її базі), від 46 до 76 радянських БМП-2, 245 російських БМП-3), до 80 американських БТР M113A2, 40 турецьких «Елджер», від 40 до 110 єгипетських БТР «Фахд», 15 німецьких TM-170, а також 110 австрійських БТР «Пандур» (і ще 40 допоміжних машин), 22 англійських бронеавтомобілів «Шорланд» S600, 8 німецьких «Кондор» і 20 американських «Дезерт Хамелеон» у Національній гвардії.
На озброєнні артилерійських підрозділів перебуває 51 китайська 155-мм САУ PLZ-45; по 18 французьких САУ GCT AU-F-1 і Mk F3 і до 23 американських M109A1 знаходяться на зберіганні. Є 78 мінометів — 60 (81 мм), 6 американських M30 (107 мм), 12 французьких RT-F1 (120 мм). Основу військової потужності артилерії становлять 27 РСЗВ «Смерч» (12×300 мм). 118 американських ПТРК «Тоу», в тому числі 74 самохідних — 8 M901 (на M113), 66 на «Хаммері».
Військова ППО включає 12 італійських ЗРК «Аспид», 48 англійських ПЗРК «Старберст», 12 швейцарських 35-мм зенітних гармат GDF.

## Озброєння та військова техніка армії Кувейту
| M1A2 Abrams                     |  | США               | Основний бойовий танк                    | 418   |                                    |
| M-84                            |  | Югославія         | Основний бойовий танк                    | 149   |                                    |
| БМП та БТР                      |  |                   |                                          |       |                                    |
| «Дезерт Воріор»                 |  | Велика Британія   | БМП                                      | 254   |                                    |
| БМП-3                           |  | Росія             | БМП                                      | 245   |                                    |
| БМП-2                           |  | СРСР              | БМП                                      | 76    |                                    |
| M113A2                          |  | США               | БТР                                      | 80    |                                    |
| M577                            |  | США               | БТР                                      | 30    | Командно-штабна машина             |
| «Фахд»                          |  | Єгипет            | БТР                                      | 60    |                                    |
| БРЕМ                            |  |                   |                                          |       |                                    |
| M88A2 Hercules                  |  | США               | БРЕМ                                     | 14    |                                    |
| M-84AI                          |  | Польща/ Югославія | БРЕМ                                     | 15    |                                    |
| Спеціальна автомобільна техніка |  |                   |                                          |       |                                    |
| Humvee                          |  | США               |                                          | 2 300 |                                    |
| Артилерія                       |  |                   |                                          |       |                                    |
| PLZ-45                          |  | КНР               | 155-мм самохідна артилерійська установка | 75    |                                    |
| M109A1B                         |  | США               | 155-мм самохідна артилерійська установка | 23    |                                    |
| БМ-30 «Смерч»                   |  | Росія             | 300-мм РСЗВ                              | 27    |                                    |
| Протитанкова зброя              |  |                   |                                          |       |                                    |
| РПГ-7                           |  | СРСР              | Ручний протитанковий гранатомет          |       |                                    |
| M901 ITV                        |  | США               | Самохідний ПТРК                          | 58    | Комплекс BGM-71 TOW на шасі M113   |
| M966/M966A1                     |  | США               | Самохідний ПТРК                          | 66    | Комплекс BGM-71 TOW на шасі Humvee |
| TOW II                          |  | США               | Переносний ПТРК                          | 82    |                                    |
| AT-4 Spigot                     |  | СРСР              | Переносний ПТРК                          | 4601  |                                    |
| AT-10                           |  | Росія             | Переносний ПТРК                          | 1250  |                                    |
| AT-14 Spriggan                  |  | Росія             | Переносний ПТРК                          | ?     |                                    |
| Carl Gustav M3                  |  | Швеція            | Ручний протитанковий гранатомет          | 200   |                                    |

## Військові звання в армії Кувейту

### Генерали й офіцери
| Генерали та офіцери | Генерали та офіцери | Генерали та офіцери | Генерали та офіцери | Генерали та офіцери | Генерали та офіцери | Генерали та офіцери | Генерали та офіцери | Генерали та офіцери | Генерали та офіцери | Генерали та офіцери | Генерали та офіцери | Генерали та офіцери | Генерали та офіцери |
| код НАТО            | OF-10               | OF-9                | OF-8                | OF-7                | OF-6                | OF-5                | OF-4                | OF-3                | OF-2                | OF-1                | OF-1                | OF(D)               | Кадет               |
| ------------------- | ------------------- | ------------------- | ------------------- | ------------------- | ------------------- | ------------------- | ------------------- | ------------------- | ------------------- | ------------------- | ------------------- | ------------------- | ------------------- |
| Кувейт              | немає               |                     |                     |                     |                     |                     |                     |                     |                     |                     |                     | немає               | немає               |
| Кувейт              | немає               | فريق أول            | فريق                | لواء                | عميد                | عقيد                | مقدم                | رائد                | نقيب                | ملازم أول           | ملازم               | немає               | немає               |
| Кувейт              | немає               | генерал             | генерал-лейтенант   | генерал-майор       | бригадний генерал   | полковник           | підполковник        | майор               | капітан             | старший лейтенант   | лейтенант           | немає               | немає               |

### Сержанти і солдати
| Кувейт |                   |                   |                   |                   |                   |                   |               |               | немає | немає |                       |                       |                       |                       |                       |                       |         |         |         |         |         |         |        |        |        |        | немає | немає |                       |                       |                       |                       |                       |                       | немає   | немає   | немає |
| Кувейт | وکیل اول          | وکیل اول          | وکیل اول          | وکیل اول          | وکیل اول          | وکیل اول          | وکیل          | وکیل          | немає | немає | رقیب اول              | رقیب اول              | رقیب اول              | رقیب اول              | رقیب اول              | رقیب اول              | رقیب    | رقیب    | رقیب    | رقیب    | رقیب    | رقیب    | عریف   | عریف   | عریف   | عریف   | немає | немає | وکیل عریف             | وکیل عریف             | وکیل عریف             | وکیل عریف             | وکیل عریف             | وکیل عریف             | جندي‎‎    | جندي‎‎    |       |
| Кувейт | Чіф-ворент-офіцер | Чіф-ворент-офіцер | Чіф-ворент-офіцер | Чіф-ворент-офіцер | Чіф-ворент-офіцер | Чіф-ворент-офіцер | Ворент-офіцер | Ворент-офіцер | немає | немає | Сержант першого класу | Сержант першого класу | Сержант першого класу | Сержант першого класу | Сержант першого класу | Сержант першого класу | Сержант | Сержант | Сержант | Сержант | Сержант | Сержант | Капрал | Капрал | Капрал | Капрал | немає | немає | Рядовий першого класу | Рядовий першого класу | Рядовий першого класу | Рядовий першого класу | Рядовий першого класу | Рядовий першого класу | рядовий | рядовий |       |